# Francisco Valdez
Francisco Valdéz (Caracas, Venezuela, 1877-1918) fue un pintor venezolano. Falleció a causa de la pandemia de gripe española que afectó al país en ese año.

## Biografía
Entre 1896 y 1898 asistió a clases en la Academia de Bellas Artes, siendo alumno del artista Emilio Mauri, y teniendo como a uno de sus compañeros más cercanos a Tito Salas;  de acuerdo con Enrique Planchart, en esa misma época fue alentado en sus trabajos por Arturo Michelena. Asimismo, fue alumno del escultor Ángel Cabré y Magriñá, padre del pintor Manuel Cabré, del que aún recibía clases en 1904. De acuerdo con distintos investigadores, fue un joven de origen humilde y sin recursos, circunstancia que según el crítico Rafael Pineda pudo haber ocasionado que sufriera injusticias en la Academia, al influir su tez y procedencia al momento de ser evaluado.
En su primera etapa, su producción artística estuvo influenciada por el intimismo de Antonio Herrera Toro en el caso de los bodegones y naturalezas muertas, y el realismo de artistas como Cristóbal Rojas, estilo muy en boga en la sociedad venezolana del momento. Esto se puede evidenciar en las obras con las que compitió en 1898 en el concurso semestral de la Academia, Una lavandera y Dos mujeres rezando. Esta última obra lo hizo merecedor del premio de pintura por el voto unánime de todos los jueces, retratando una escena que “se acercaba al tema de los negros y a sus costumbres mágico religiosas”. Así como en ambas obras, el punto de vista realista también se hizo presente en La Miseria (Colección GAN), pintada en 1903. En 1899 recibe la segunda y última distinción en su carrera con el Premio de Arte de la Academia, en el que obtiene un accésit en escultura por su Cabeza de expresión.
Para inicios del siglo XX Valdéz realiza obras en las que el paisaje caraqueño es el protagonista, siendo para muchos críticos e investigadores, como en el caso de Enrique Planchart, uno de los primeros artistas en esforzarse en comprender e interpretar el paisaje venezolano, formando parte de los antecedentes del Círculo de Bellas Artes. Entre las pinturas de esta segunda etapa cabe mencionar el Paisaje de Caracas y Caracas vista desde el Calvario, ambas de 1901, El Arco de La Federación de 1905, dos vistas de Caracas pintadas en 1909, y Paisaje, obra elaborada en el año 1914.
Fue junto a una breve reseña que enalteció la realización de La Miseria, que en el ejemplar del 15 de marzo de 1909 de la revista La Alborada se anunció la interrupción de la actividad artística de Valdéz para sobrevivir: “El vivir lo ha desalentado, ya no pinta, ya no estudia, ahora al cartel por ganar el pan, al fresco bajo la dirección del dueño que paga.”  Asimismo, en una de sus entrevistas con Juan Calzadilla el pintor Manuel Cabré mencionó este hecho, refiriéndose a Valdéz como un artista “extraordinario, y trágico, lleno de condiciones, con gran facilidad”,  que sin embargo, se frustró y se sustentó pintando letreros en el cine del Circo Metropolitano.
A pesar de la publicación de la nota de prensa en La Alborada, Francisco Valdéz fue llamado a militar en el Círculo de Bellas Artes, formando parte de la nómina de los miembros fundadores de la sección de pintura y escultura, aunque de acuerdo con Alejandro Salas, no fue mencionado en las notas de prensa y reseñas que se realizaron sobre los salones de esta asociación. De acuerdo con Juan Calzadilla, para el año de 1913 Valdéz había dejado de asistir a las reuniones del Círculo de Bellas Artes.